# Charlestown (Massachusetts)

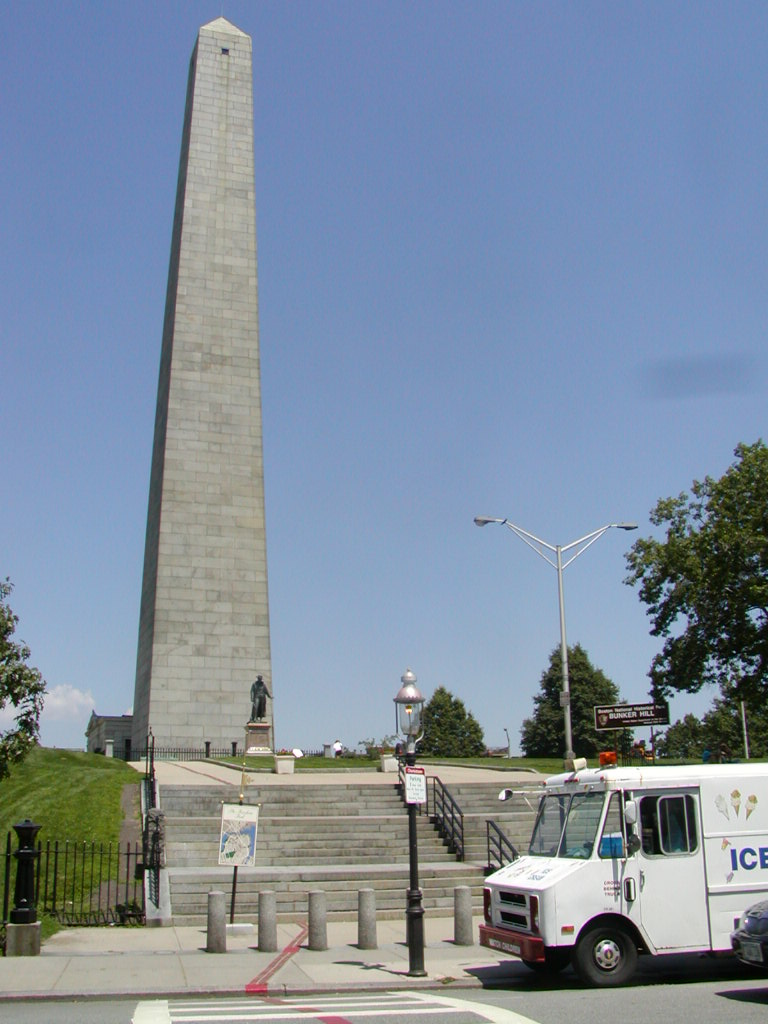
Il Bunker Hill Monument, una delle attrazioni turistiche più popolari di Boston, si trova a Charlestown.

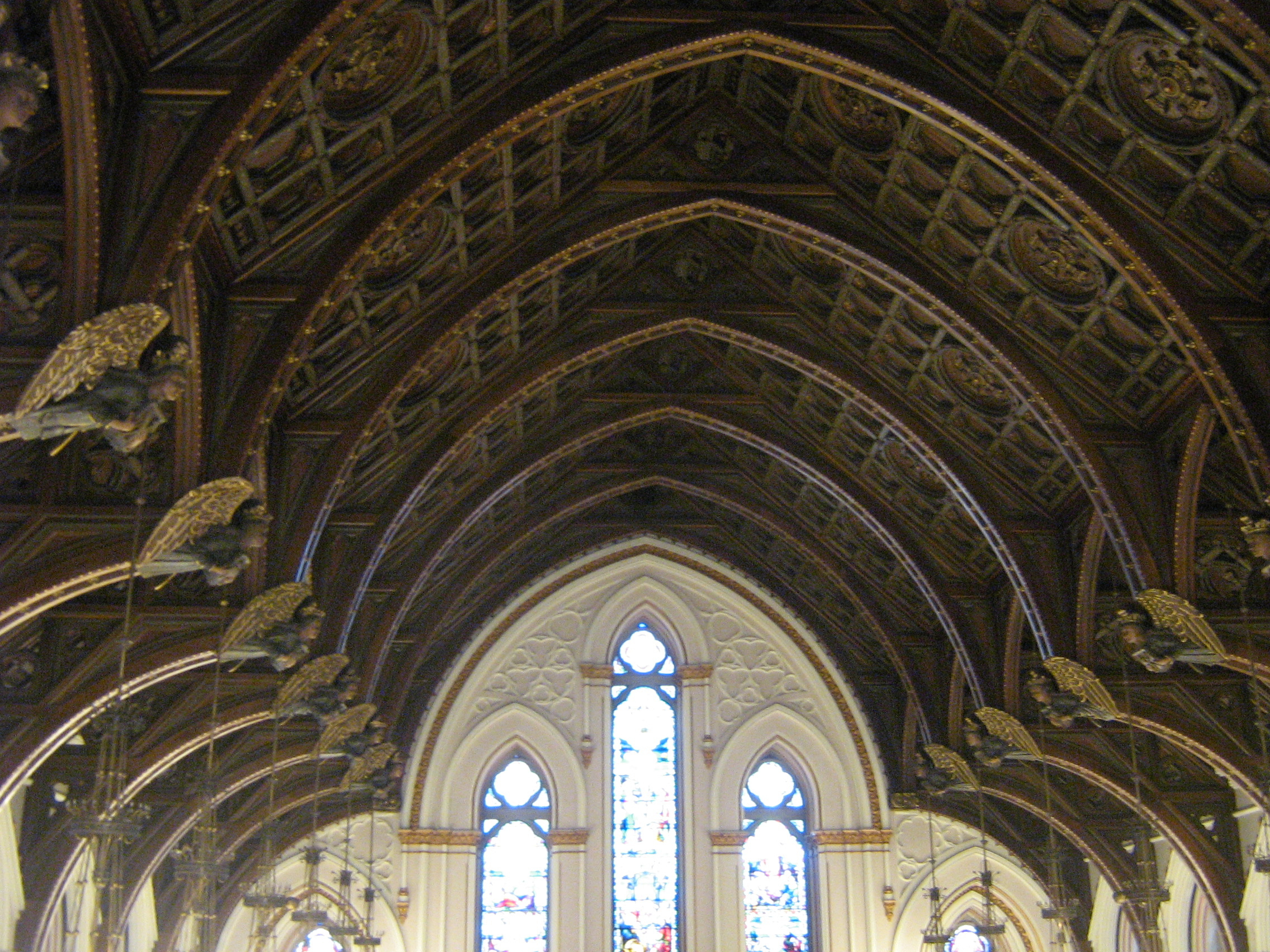
Interno della Parrocchia di S. Maria e S. Caterina da Siena.

Charlestown è una zona storica di Boston.  La storia della Rivoluzione americana e quella delle Tredici colonie sono inestricabilmente legate a Charlestown, ove ebbe luogo la Battaglia di Bunker Hill e dove molti importanti patrioti nordamericani come Paul Revere e Joseph Warren si trovarono.
Charlestown fu originalmente un comune separato e la prima capitale del Massachusetts Bay Colony.  Diventò una città nel 1847 e fu annesso da Boston il 5 gennaio 1874.
Nel penitenziario di Charlestown il 23 agosto 1927 vennero uccisi sulla sedia elettrica Nicola Sacco e Bartolomeo Vanzetti.
A Charlestown è ambientato il film del 2010 The Town, diretto da Ben Affleck.

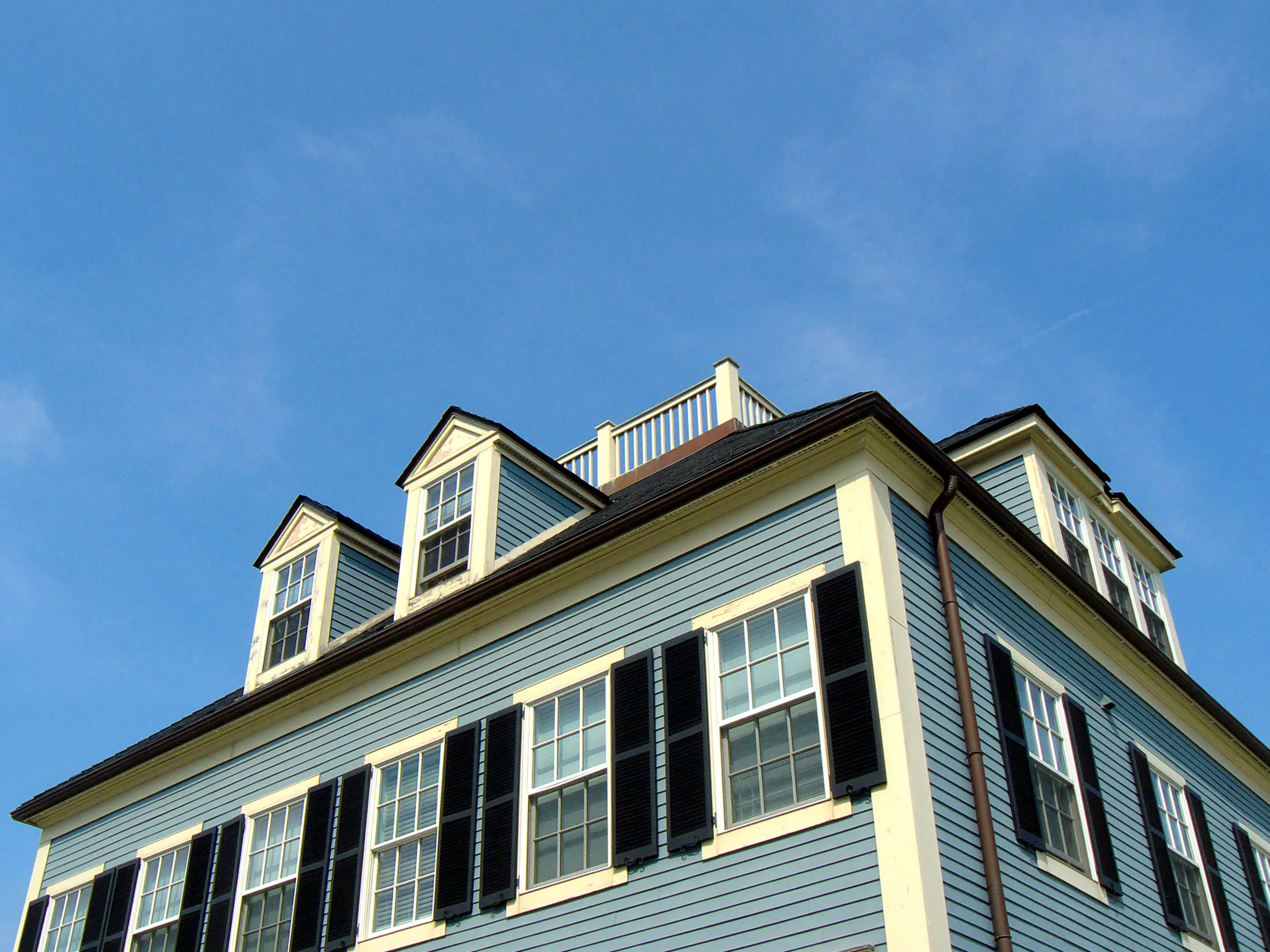
Architettura a Charlestown.